# تاكانيي جارانجانجا
تاكانيي جارانجانجا (بالإنجليزية: Takanyi Garanganga) مواليد 6 سبتمبر 1990 في هراري، هو لاعب كرة مضرب زيمبابوي بدأ مسيرته كمحترف سنة 2009 يلعب باليد اليمنى ويحتل حالياً المرتبة رقم. 328 (فبراير 16, 2015) في تصنيف رابطة محترفي كرة المضرب. أعلى تصنيف له في الفردي كان المركز الـ 288 في سنة 2014. أعلى تصنيف له في الزوجي كان المركز الـ 771 في سنة 2011.

## النهائيات
| الرقم | التاريخ        | الدورة    | الأرضية | المنافس           | النتيجة            |
| ----- | -------------- | --------- | ------- | ----------------- | ------------------ |
| 1.    | 11 سبتمبر 2012 | أنطاليا   | صلبة    | نيكولاوس موزر     | 3–0 ret.           |
| 2.    | 18 سبتمبر 2012 | أنطاليا   | صلبة    | اندريه بلوتنيي    | 3–6, 6–2, 6–2      |
| 3.    | 26 نوفمبر 2012 | هراري     | صلبة    | كيث باتريك كراولي | 6–3, 7–6(10–8)     |
| 4.    | 17 يونيو 2013  | إسطنبول   | صلبة    | نيكولاس شولتز     | 6–3, 7–5           |
| 5.    | 24 سبتمبر 2013 | أنطاليا   | صلبة    | ميشال كونيكني     | 6–4, 6–2           |
| 6.    | 13 يناير 2015  | لونغ بيتش | صلبة    | فريدريك نيلسن     | 6–7(5–7), 6–3, 6–4 |

## روابط خارجية
- تاكانيي جارانجانجا على موقع رابطة محترفي التنس (الإنجليزية)
- تاكانيي جارانجانجا على موقع الاتحاد الدولي لكرة المضرب (الإنجليزية)
- تاكانيي جارانجانجا على موقع كأس ديفيز (الإنجليزية)
- تاكانيي جارانجانجا على موقع خلاصة التنس.كوم (الإنجليزية)
- تاكانيي جارانجانجا على موقع إي إس بي إن.كوم (الإنجليزية)